# Bernhard Wille

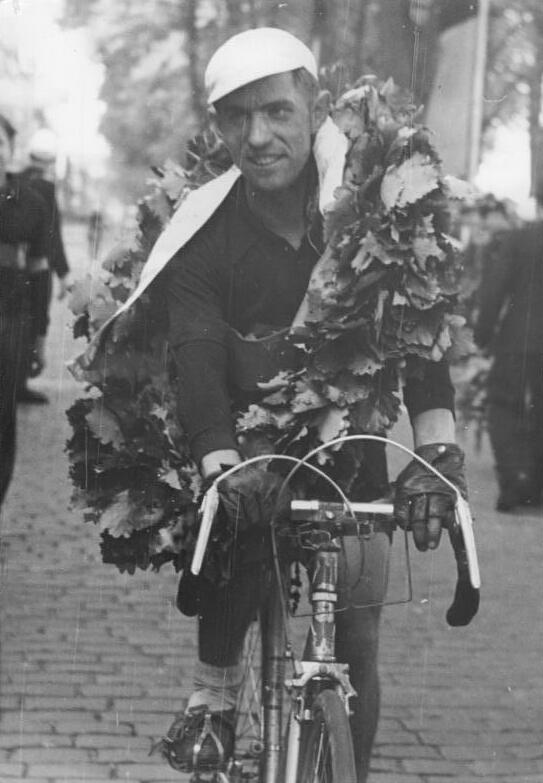
Bernhard Wille (1951)

Bernhard Wille ist ein ehemaliger deutscher Radsportler, der in den 1950er Jahren in der DDR aktiv war.
Bernhard Wille wurde nur als Straßenrennfahrer bekannt. Er arbeitete im Mansfelder Hüttenkombinat „Wilhelm Pieck“ und bestritt seine Rennen für die Betriebssportgemeinschaft (BSG) Stahl Eisleben. Seinen bedeutendsten Erfolg erreichte er bei der DDR-Rundfahrt 1951. Von den renommierten Eintagesrennen gewann er 1950 Rund um die Hainleite. Als Mitglied der Mannschaft der Sportvereinigung Aktivist startete er als Außenseiter, gewann aber das Etappenrennen dank eines guten Taktikverhaltens seines Teams. Bei den folgenden DDR-Rundfahrten fuhr Wille für die Sportvereinigung Stahl. 1952 erreichte er den siebten Platz, 1953 musste er vorzeitig aufgeben. Bei den DDR-Straßenmeisterschaften konnte er sich nie unter den ersten zehn platzieren.